# 斯穆特耶 (阿拉巴馬州)
斯穆特耶（英語：Smuteye）是一個位於美國阿拉巴馬州布洛克縣的非建制地區。該地的面積和人口皆未知。

## 地理
斯穆特耶的座標為31°58′41″N 85°39′01″W / 31.978056°N 85.650278°W，而該地最高點為海拔高度142米（即466英尺）。